# Doumka (musique)
Pour les articles homonymes, voir Doumka (homonymie).

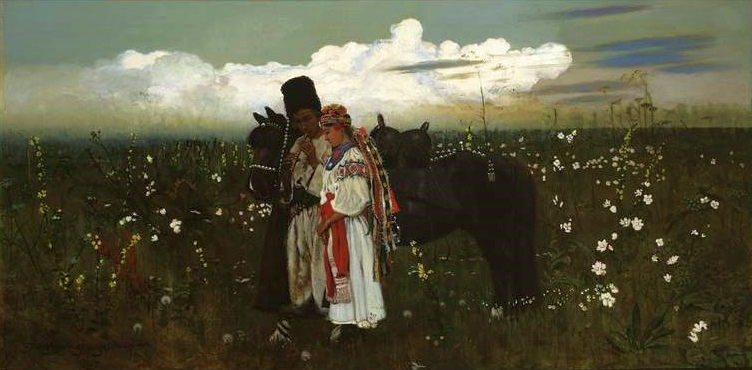
Doumka

Une doumka (ou dumka) est un genre slave de petite poésie méditative-élégiaque associé au deuil. Ce genre instrumental est originaire d'Ukraine.

## Quelques exemples
- Doumka de Balakirev pour piano seul ;
- Doumka des Glanes de Woronince de Liszt.

### Antonín Dvořák
- Furiant avec doumka, op. 12 (1884) pour piano seul ;
- Doumka (Elegie), op. 35 (1876) pour piano seul ;
- Trio no 4 « Doumky  », op. 90 (1890-1891) pour violon, violoncelle et piano.
- 2ème mouvement, Andante con moto, du quintette n°2 en la majeur op. 81 (1887) pour piano, deux violons, alto et violoncelle.

### Sofia Mavrogenidou
- Doumka pour piano seul.

### Pyotr Tchaikovsky
- Doumka, op. 59 (Scènes d'un village russe) pour piano seul (1886)

### Bohuslav Martinů
- Doumka (sans numéro), H. 4 (1909 – Polička, Czechoslovakia), pour piano seul ;
- Doumka No. 1, H. 249 (1936 – Paris, France), pour piano seul.